# Kiaeria glacialis
Kiaeria glacialis là một loài Rêu trong họ Dicranaceae. Loài này được (Berggr.) I. Hagen mô tả khoa học đầu tiên năm 1915.